# Roberto de Jesús Escobar Gaviria
Roberto de Jesús Escobar Gaviria soprannominato El Osito ("l’Orsetto") (13 gennaio 1947) è un criminale colombiano, fratello del narcotrafficante defunto Pablo Escobar e co-fondatore nonché contabile del Cartello di Medellín, responsabile di più dell'80% della cocaina spacciata negli Stati Uniti.
Per il suo ruolo nel Cartello fu imprigionato. Nel luglio del 1992 evase con suo fratello ma si arrese alle autorità l'anno successivo. 
Il 18 dicembre 1993, mentre era ancora in prigione divenne cieco a un occhio per via di una lettera esplosiva. Fu rilasciato dopo più di 10 anni.
Nel 2014 fondò la Escobar Inc insieme a Olof K. Gustafsson e ottenne di subentrare al fratello come proprietario dei diritti registrati, in California, USA. 
Il 1º luglio 2016 mandò una lettera a Netflix riguardo alla serie TV Narcos, chiedendo un miliardo di dollari come risarcimento per l'uso di contenuto non autorizzato.
Nel gennaio del 2019, lanciò una raccolta di fondi su GoFundMe tentando di ottenere l'impeachment per il Presidente Donald Trump.
Nel luglio 2019, Escobar inizia a vendere una torcia a propano fatta per somigliare a un lanciafiamme e accusa l'amministratore delegato di The Boring Company, Elon Musk di furto di proprietà intellettuale, sostenendo che l'oggetto promozionale di The Boring Company Not-a-Flamethrower (non un lanciafiamme) fosse basato su un progetto che Escobar aveva discusso nel 2017 con un ingegnere collegato a Musk. 
Attraverso i media, Escobar offrì pubblicamente a Musk di risolvere la controversia per 100 milioni di dollari in contanti o azioni della Tesla, o in alternativa di usare il sistema giudiziario per diventare il nuovo amministratore delegato della Tesla, Inc.

## Tentativo di impeachment a Donald Trump
L'8 gennaio 2019, lanciò una raccolta fondi da 50 milioni di dollari tentando di ottenere l'impeachment per il Presidente Donald Trump. 
Dopo avere raccolto 10 milioni di dollari in 10 ore la pagina fu rimossa dalla piattaforma GoFundMe e Roberto Gaviria lanciò la criptovaluta ESCOBAR come piattaforma di raccolta fondi alternativa.

## Scritti
- Escobar Gaviria, Roberto (2018). Pablo Escobar's dietbitcoin: After making $100 billion dollars, Roberto Escobar launches the dietbitcoin "DDX" cryptocurrency. Escobar, Inc. ISBN 978-1980576181.
- Escobar Gaviria, Roberto (2016). My Brother – Pablo Escobar. Escobar, Inc. ISBN 978-0692706374.
- Escobar Gaviria, Roberto (2009). The Accountant's Story: Inside the Violent World of the Medellín Cartel. Grand Central Publishing. ISBN 978-0446543699.